# Landschaftsschutzgebiet Westheimer Diemeltal

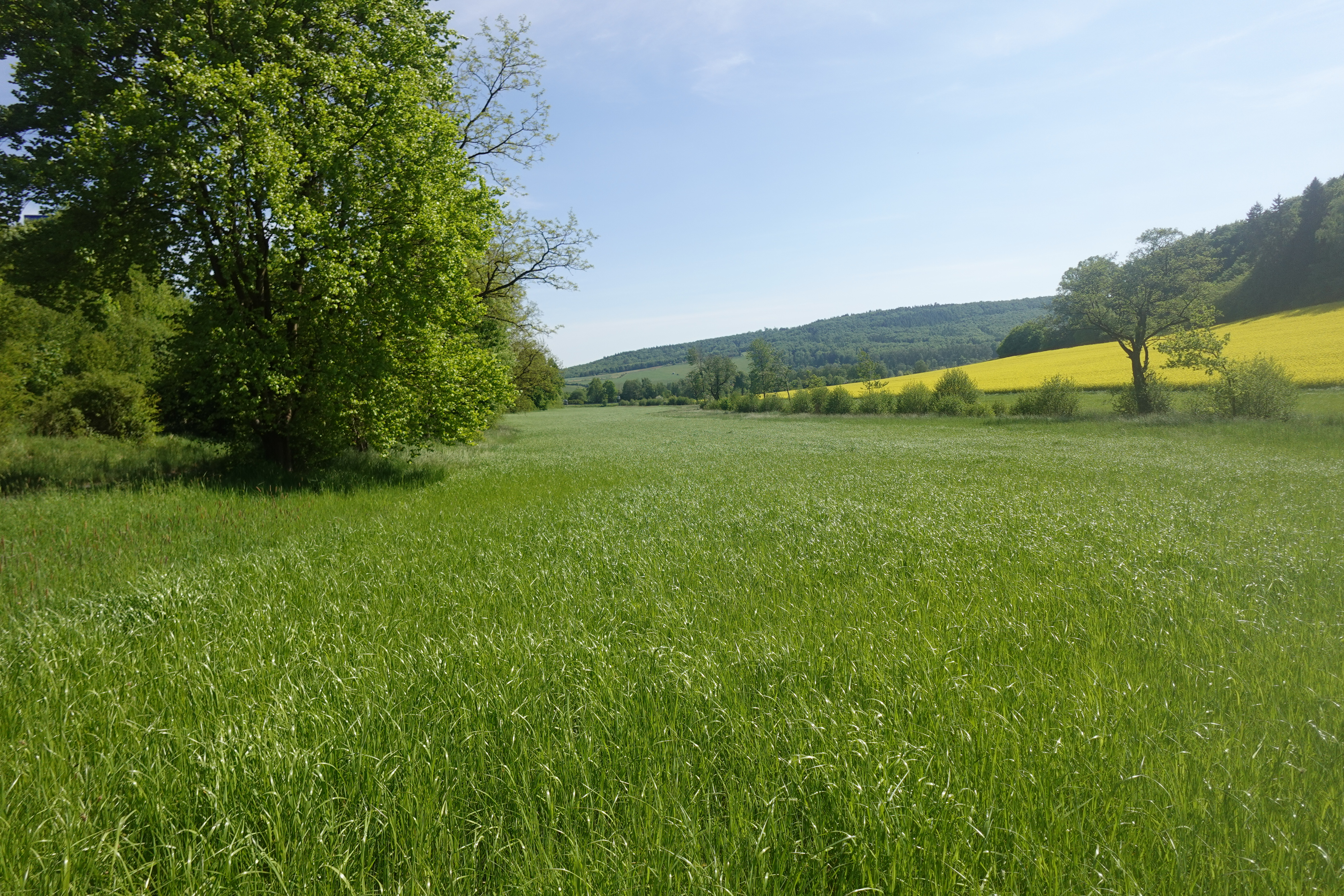
Wäschebachtal im Landschaftsschutzgebiet Westheimer Diemeltal

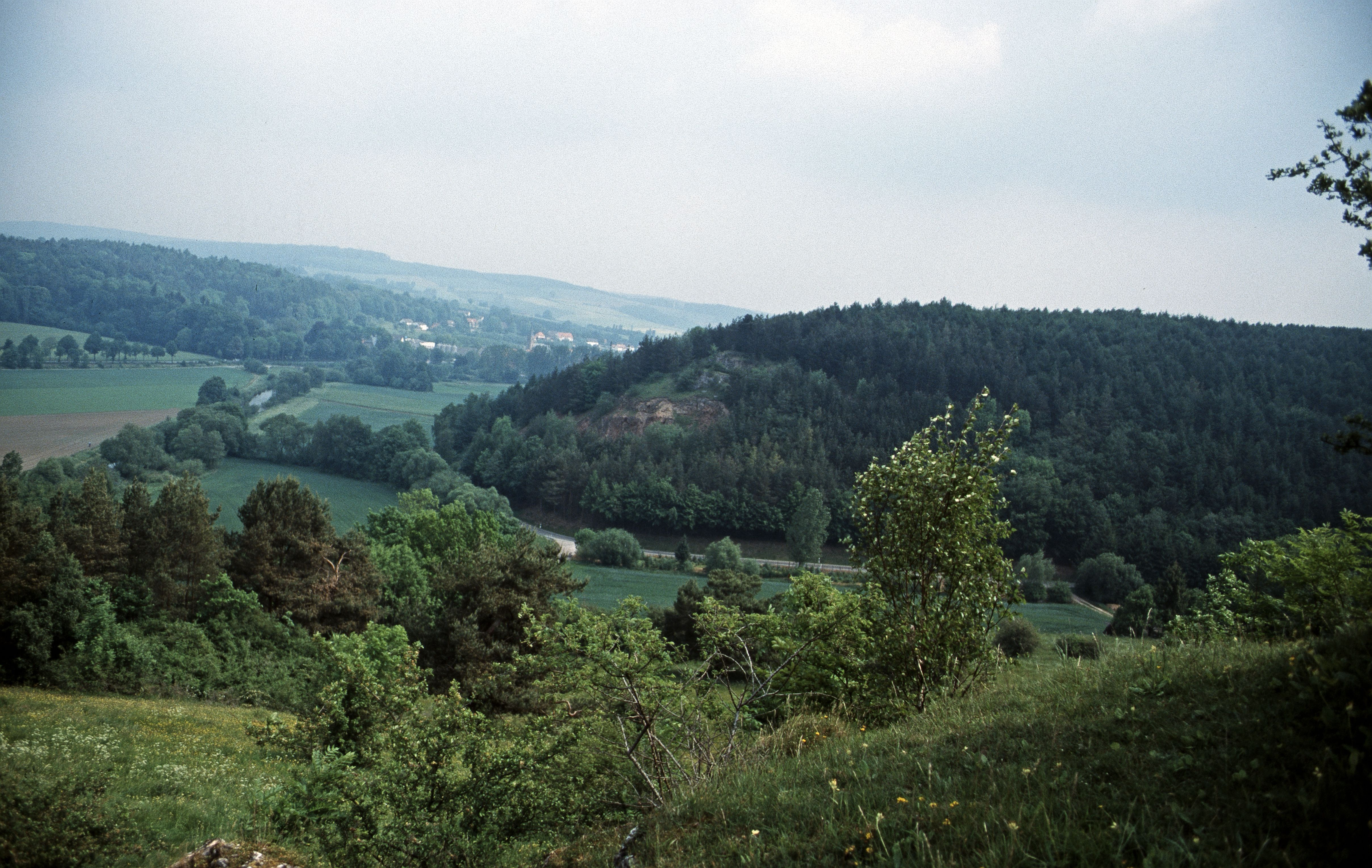
Links Diemeltal westlich Westheim

Das Landschaftsschutzgebiet Westheimer Diemeltal ein 243,72 ha großes Landschaftsschutzgebiet (LSG) von Marsberg bis zum östlichsten Grenze des Hochsauerlandkreises im Diemeltal. Das Gebiet wurde 2008 mit dem Landschaftsplan Marsberg durch den Kreistag des Hochsauerlandkreises ausgewiesen. 

## Beschreibung
Beim Landschaftsschutzgebiet Westheimer Diemeltal handelt es sich um die Flussaue und Diemel. Teile der Täler Wäschebachtal und Ohmgrund gehören zum LSG. Im LSG liegen Grünland und Äcker. Das LSG besteht aus drei Teilflächen. Es wird durch einen Teil des Gewerbegebiets Westheim und durch die Bundesautobahn 44 geteilt. Es grenzt direkt an den Siedlungsbereich von Marsberg und Westheim. Das LSG grenzt direkt an das Naturschutzgebiet Kiesgruben Dörpeder Mark. Im Süden geht das LSG bis zur Stadt-, Kreis- und Landesgrenze. Teile diese LSG östlich Marsberg und östlich Westheim sind mit einer Befristung versehen. Im Regionalplan sind diese Flächen als Gewerbe- und Industriebereiche vorgesehen. Sobald dort Gewerbe- und Industriebereiche ausgewiesen werden wird der Landschaftsschutz aufgehoben.

## Schutzzweck
Die Ausweisung erfolgte zur Erhaltung, Ergänzung und Optimierung eines Grünlandbiotop-Verbundsystems in den Talauen und den Magergrünland-Gesellschaften in den Naturschutzgebieten, damit Tiere und Pflanzen Wanderungs- und Ausbreitungsmöglichkeiten behalten, und dem Erhalt der Vorkommen geschützter Vogelarten sowie dem Schutz artenreicher Pflanzengesellschaften.

## Rechtliche Rahmen
Das Landschaftsschutzgebiet Westheimer Diemeltal wurde als eines von 30 Landschaftsplangebieten vom Typ C, Wiesentäler und ornithologisch bedeutsames Offenland, ausgewiesen. Im Landschaftsplangebiet Marsberg gibt es auch drei Landschaftsschutzgebiete vom LSG Typ A, Allgemeiner Landschaftsschutz, wo unter anderem das Errichten von Bauten verboten ist. Ferner 17 Landschaftsschutzgebiete vom LSG Typ B, Ortsrandlagen und Landschaftscharakter, wo zusätzlich Erstaufforstungen und auch die Neuanlage von Weihnachtsbaumkulturen, Schmuckreisig- und Baumschulkulturen verboten sind. Wie in den anderen 29 Landschaftsschutzgebieten vom Typ C im Landschaftsplangebiet Marsberg besteht im LSG Landschaftsschutzgebiet Westheimer Diemeltal zusätzlich ein Umwandlungsverbot von Grünland und Grünlandbrachen in Acker oder andere Nutzungsformen. Eine maximal zweijährige Ackernutzung innerhalb von zwölf Jahren ist erlaubt, falls damit die Erneuerung der Grasnarbe vorbereitet wird. Dies gilt als erweiterter Pflegeumbruch. Beim erweiterten Pflegeumbruch muss ein Mindestabstand von 5 m vom Mittelwasserbett eingehalten werden.